# St. Agatha (Aidenbach)

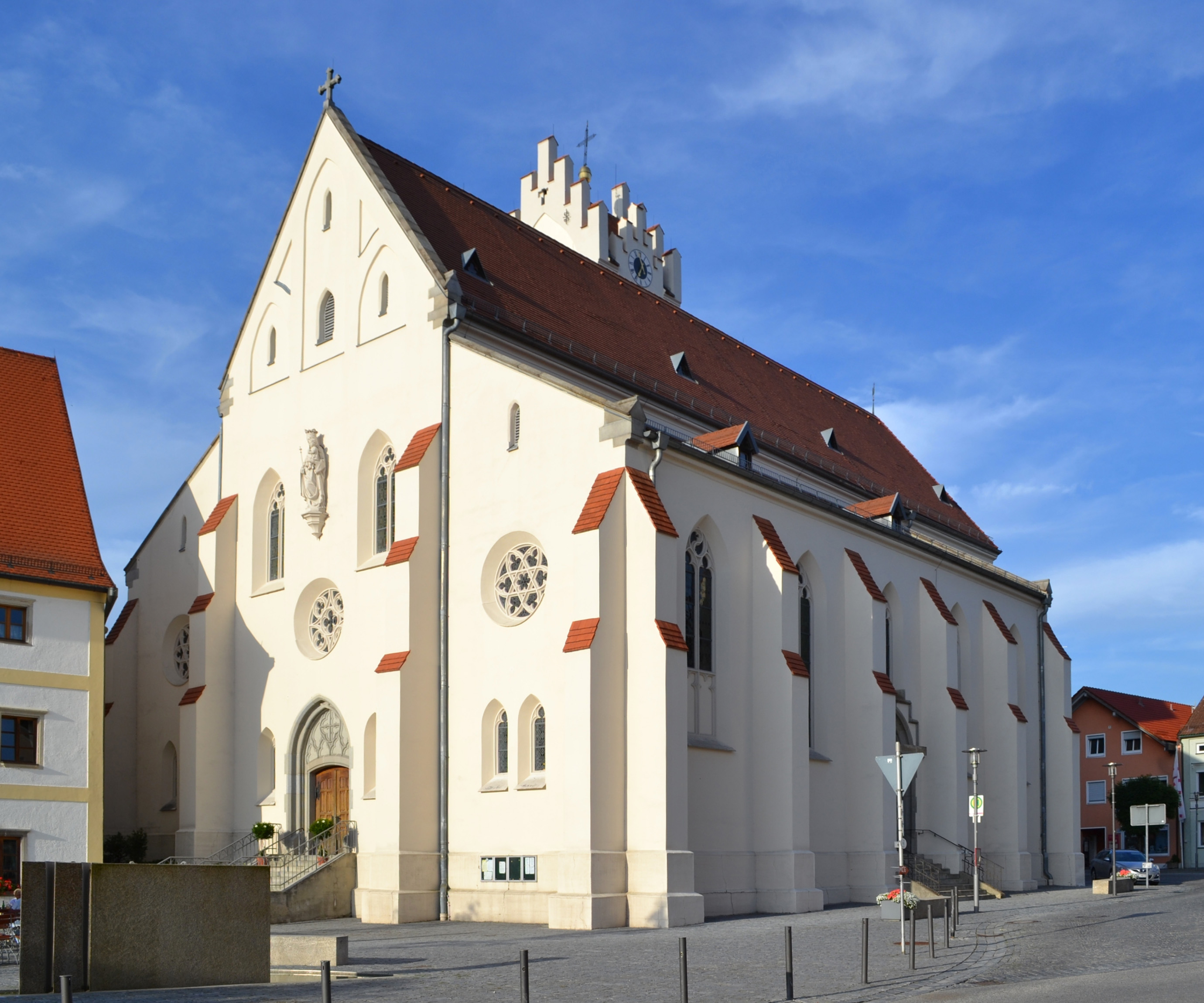
St. Agatha in Aidenbach

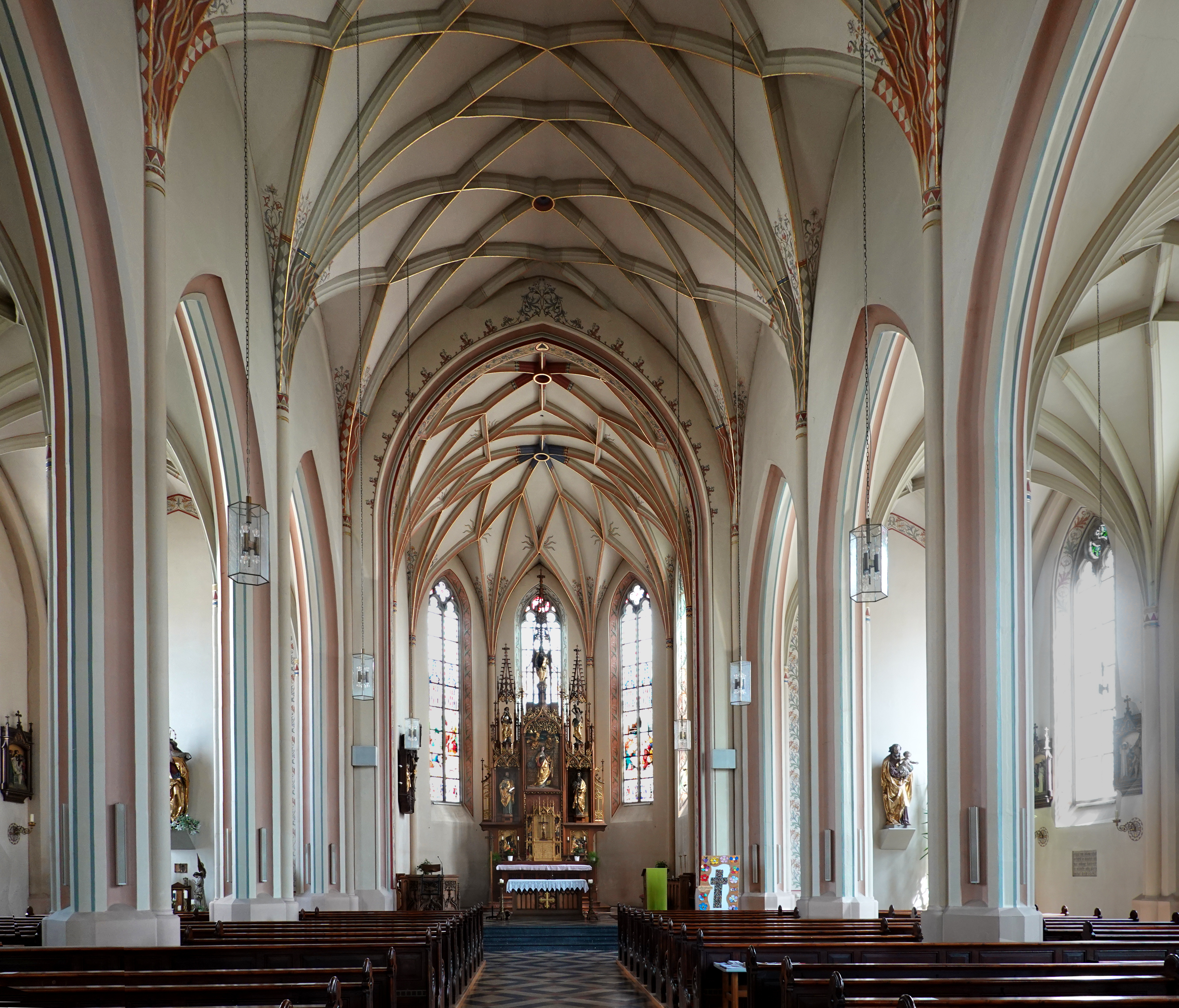
Innenraum

Die römisch-katholische Pfarrkirche St. Agatha steht in Aidenbach, einem Markt im niederbayerischen Landkreis Passau. Sie ist in der Bayerischen Denkmalliste unter der Nummer D-2-75-112-24 verzeichnet. Die Kirche gehört zum Dekanat Vilshofen im Bistum Passau.

## Beschreibung
Die neogotische, von Strebepfeilern gestützte Staffelhalle wurde 1900 nach Plänen von Johann Baptist Schott errichtet. Ihr Langhaus besteht aus einem Mittelschiff und zwei Seitenschiffen. Der dreiseitig geschlossene Chor steht im Osten des Mittelschiffs. Der Chorflankenturm, dessen untere Geschosse aus dem 13. Jahrhundert stammen, befindet sich an der Nordwand des Chors. Er wurde 1861 erhöht und mit einem Satteldach zwischen Staffelgiebeln bedeckt. In seinem Glockenstuhl hängen fünf Glocken.
Das Langhaus ist mit einem Kreuzrippengewölbe überspannt. Der Hochaltar wurde 1902 von Schott gestiftet.